# Sven Lau

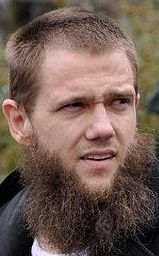
Sven Lau (2010)

Sven Lau (* 14. Oktober 1980 in Mönchengladbach), auch bekannt unter dem Pseudonym Abu Adam (arabisch ابو آدم), ist ein ehemaliger islamistischer Prediger und Aktivist. Der Konvertit galt als eines der bekanntesten Gesichter der deutschen Salafismusszene und wurde von Medien als „Hassprediger“ bezeichnet. Wegen Unterstützung einer ausländischen terroristischen Vereinigung wurde Lau 2017 zu einer Freiheitsstrafe von fünf Jahren und sechs Monaten verurteilt. Im Mai 2019 wurde er nach dem Verbüßen von zwei Dritteln der Strafe vorzeitig aus der Haft entlassen, da er sich nach Auffassung des Gerichts vom Salafismus distanziert habe und an einem Aussteigerprogramm teilnehme. Später wurde bekannt, dass er weiterhin Kontakte zu Islamisten unterhält, weshalb Zweifel an seinem Ausstieg bestehen.

## Ausbildung, Beruf, Familie
Lau stammt aus einem katholischen Elternhaus. Er erwarb 1998 die Fachoberschulreife und absolvierte danach eine Ausbildung zum Industriemechaniker. Laut seiner eigenen Aussage konvertierte er während dieser Zeit zum sunnitischen Islam. Nach dem Grundwehrdienst war Lau von 2003 bis 2008 Angehöriger der Berufsfeuerwehr Mönchengladbach und wurde dort zum Brandmeister im mittleren Dienst ausgebildet.
Lau ist in zweiter Ehe verheiratet und hat fünf Kinder. Medienberichten zufolge lebte er seit September 2014 in Düsseldorf.

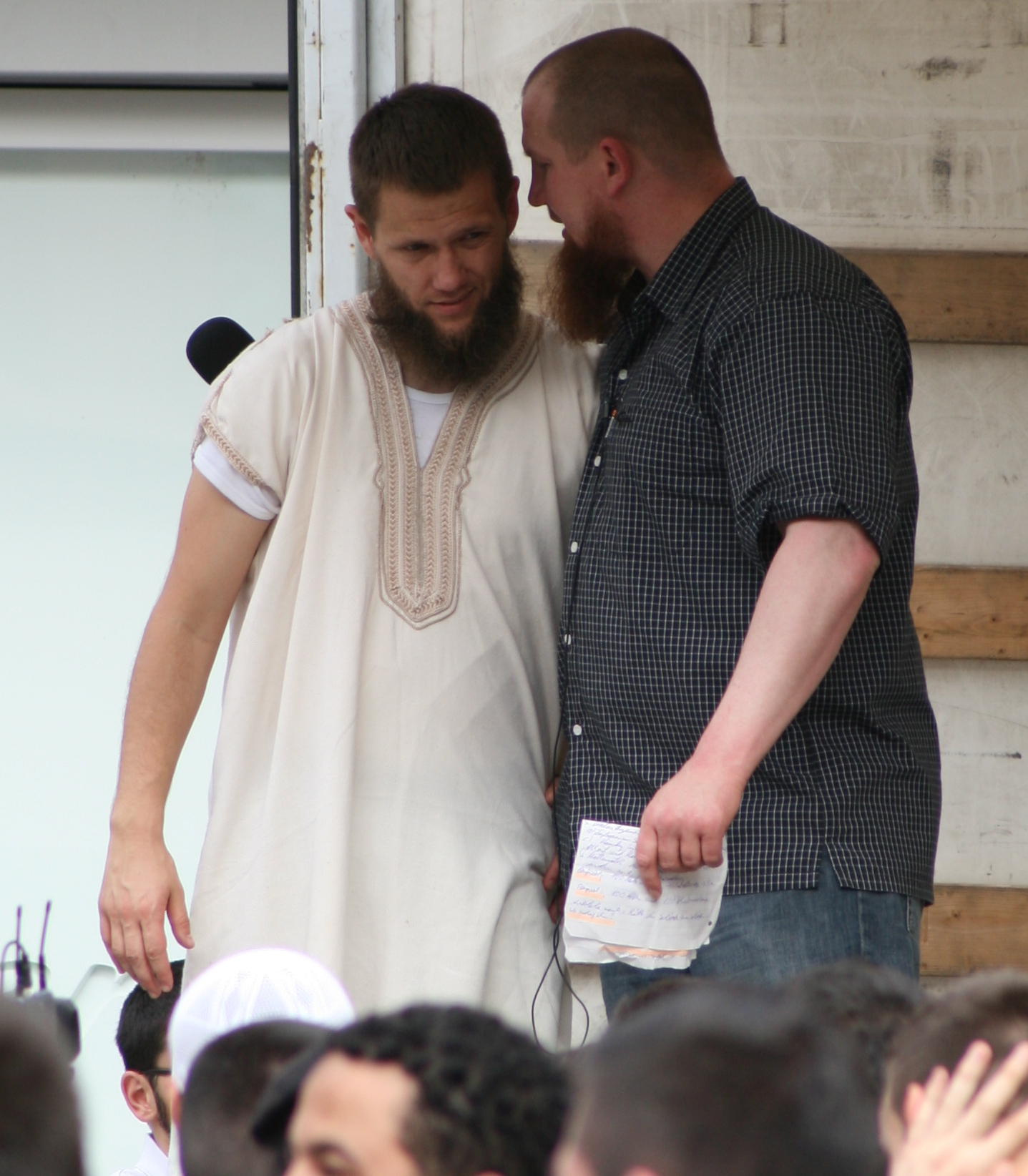
Sven Lau (links) zusammen mit Pierre Vogel bei einer Kundgebung in Freiburg im Juni 2014

## Aktivist in der deutschen Salafistenszene
Mit Mitte zwanzig begann Lau, sich ganz der Daʿwa, der islamischen Mission, zu widmen, und betrieb in Mönchengladbach ein Geschäft zum Verkauf islamischer Kleidung, Literatur und religiösen Accessoires.
Lau war Anhänger des deutschen salafistischen Konvertiten und Predigers Pierre Vogel. Wie Vogel verbreitete Lau islamistische Botschaften in Moscheen, auf Kundgebungen und in YouTube-Videos.

### Auseinandersetzungen umEinladung zum Paradiesin Mönchengladbach
Lau war zeitweise der Vorsitzende des in Mönchengladbach registrierten und inzwischen aufgelösten salafistischen Vereins Einladung zum Paradies e. V. (EZP). Im August 2010 wurde bekannt, dass der Verein EZP im Mönchengladbacher Stadtteil Eicken den Bau einer „Islamschule“ plante. Daraufhin kam es zu Protesten von Anwohnern und zur Gründung einer Bürgerinitiative gegen das maßgeblich von dem salafistischen Imam Muhamed Ciftci und Lau betriebene und im August 2011 schließlich aufgegebene Vorhaben.
Im ersten Halbjahr 2011 kam es in Mönchengladbach zu mehreren Zwischenfällen, unter anderem zu Brandstiftungen, die von Lau und dem Verein EZP als „Anschläge“ bezeichnet wurden. Im Juni 2011 wurde Lau vom Staatsschutz kurzzeitig festgenommen und verhört, da er im Verdacht stand, zusammen mit zwei Mittätern Feuer im Keller eines Mehrfamilienhauses gelegt zu haben, um sich anschließend als Opfer eines Brandanschlags darzustellen. Im Januar 2012 wurden die Ermittlungen in Ermangelung eines hinreichenden Tatverdachts eingestellt.
Da Lau im Frühjahr 2012 in einem Prozess um eine Schlägerei vom März 2011 zwischen den Angeklagten (zwei Karnevalisten und ein Salafist) als Zeuge aussagte, dass er selbst einen Mann geschlagen habe, leitete die Staatsanwaltschaft Mönchengladbach auch gegen ihn ein Verfahren wegen gefährlicher Körperverletzung ein.

### Aufenthalte in Ägypten und Syrien
Lau hielt sich seit 2012, gemeinsam mit anderen Salafisten aus Deutschland, zeitweise in Ägypten auf. Im Juni 2013 wurde ihm auf dem Flughafen Kairo-International von ägyptischen Sicherheitskräften die Wiedereinreise verweigert. Seit September 2013 trat Lau in der Öffentlichkeit wiederholt als Mitglied des Neusser Vereins Helfen in Not auf, eine Organisation, die unter anderem den Transport von ausrangierten Rettungswagen nach Syrien finanziert. Der Verein wird vom Verfassungsschutz Nordrhein-Westfalen beobachtet. Es lägen Anhaltspunkte dafür vor, dass es sich bei der Organisation um eine „extremistische salafistische Bestrebung“ handele. In einem Interview mit dem WDR gab Lau im Februar 2014 an, er sei während des Bürgerkriegs bereits dreimal in Syrien gewesen, um dort humanitäre Hilfe zu leisten. Lau gab in dem Interview auch an, die deutschen Behörden hätten ihm seinen Reisepass entzogen, um ihn an weiteren Reisen nach Syrien zu hindern.

### Strafverfahren wegen politisch motivierter Straftaten
Lau wurde im Februar 2014 in Mönchengladbach von der Polizei festgenommen und kam in Mannheim in Untersuchungshaft. Die zuständige Staatsanwaltschaft Stuttgart warf ihm vor, deutsche Staatsbürger zum Wehrdienst in einer militärischen Einrichtung angeworben zu haben. Hierbei handele es sich um eine „schwere staatsgefährdende Gewalttat“.
Der Generalbundesanwalt – die höchste Instanz zur Verfolgung politisch motivierter Straftaten – erklärte, dass für einen Terrorismusverdacht allenfalls „vage Anhaltspunkte“ vorliegen. Daher wurde das Verfahren von der Staatsanwaltschaft Stuttgart übernommen. In Zusammenhang mit den Ermittlungen gegen Lau wurde ein Telefonat, welches die Journalistin Marie Delhaes mit ihm führte, vom Landeskriminalamt Baden-Württemberg abgehört und das Protokoll dieses Telefonats anschließend in die Ermittlungsakten aufgenommen. Die Journalistin arbeitete für das Fernsehmagazin Zapp an einer Dokumentation über Lau. Im Rahmen des Strafverfahrens erhielt Delhaes auch eine Vorladung, um als Zeugin einvernommen zu werden. Die Journalistin berief sich auf ihr Zeugnisverweigerungsrecht und kritisierte das Vorgehen der Sicherheitsbehörden. Im Mai 2014 wurde Lau auf Antrag der Staatsanwaltschaft aus der Untersuchungshaft entlassen. Laut Staatsanwaltschaft Stuttgart werde die Anklage gegen ihn zurückgenommen, da Zweifel bestünden, ob die Vorwürfe gegen Lau für eine Verurteilung ausreichen. In Nordrhein-Westfalen läuft weiterhin ein Ermittlungsverfahren wegen Terrorverdachts gegen Lau. Bei einer Zeugenaussage am 17. Dezember 2014 vor dem Oberlandesgericht in Stuttgart berief er sich aus diesem Grund auf das Aussageverweigerungsrecht.
Lau wurde 2015 von der Stadt Mönchengladbach der Reisepass entzogen, wogegen er klagte, aber verlor.

### Verlagerung der Wirkungsstätte nach Wuppertal

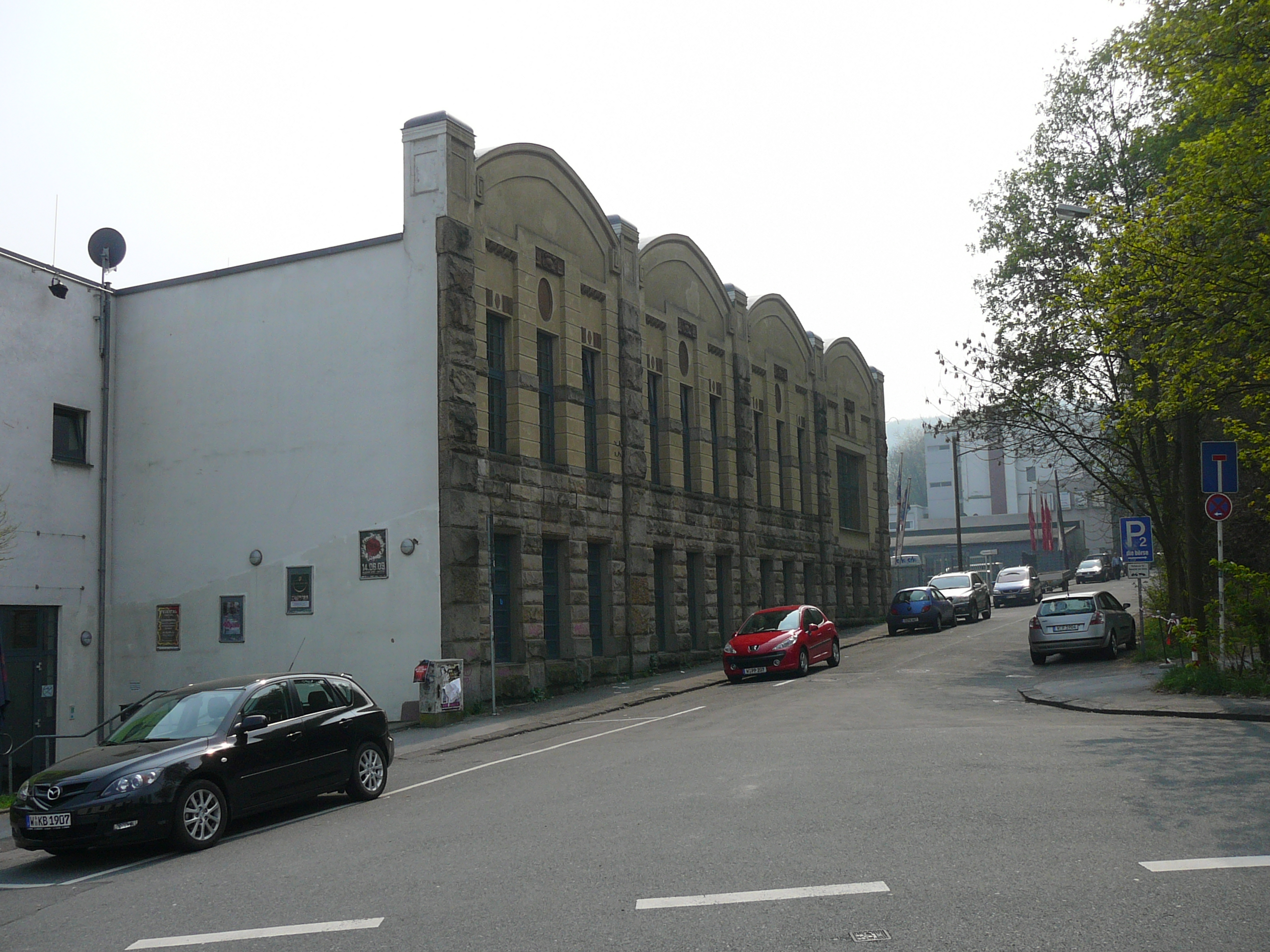
Die sogenannte Darul Arqam Moschee (weißes Gebäude im Hintergrund, linkes Obergeschoss), Wirkungsstätte von Lau ab Mai 2014

Im Mai 2014 wurde in Wuppertal im Obergeschoss eines Gewerbegebäudes an der Klophausstraße eine als Darul Arqam (Haus von Arqam) bezeichnete Moschee und salafistische Begegnungsstätte gegründet und von Lau und Pierre Vogel, die dort auch predigten, als Sammelpunkt lokaler Islamisten beworben. Mittlerweile wurde der Mietvertrag gekündigt.

### Auftritte alsShariah Policein Wuppertal und alsPro Halālin Düsseldorf
Im September 2014 sprachen Lau und weitere salafistische Aktivisten in Wuppertal im Eingangsbereich von Spielhallen und Gastwirtschaften Besucher an und forderten nach Berichten der Westdeutschen Zeitung muslimische Bürger auf, von Glücksspiel und Alkoholgenuss abzulassen. Zugleich warben sie mit Visitenkarten für den Besuch der Darul Arqam Moschee. Dabei trugen sie Signalwesten mit der Aufschrift Shariah Police (englisch für „Scharia-Polizei“) und gelbe Schilder mit Piktogrammen gegen Alkohol, Glücksspiel, Musik, Pornografie, Drogen und Prostitution unter der Aufschrift Shariah Controlled Zone (engl. für „Scharia-kontrollierte Zone“). Die Aktion bewirkte ein erhebliches Medienecho. Der Zentralrat der Muslime in Deutschland und der Interessenverband der Wuppertaler Moscheen verurteilten die Aktion.
Ein Sprecher der Wuppertaler Staatsanwaltschaft erklärte, dass zwar das „bloße Empfehlen religiöser Regeln“ nicht strafbar ist, aber dennoch gegen elf Aktivisten ein Verfahren wegen Verstoßes gegen das Versammlungsgesetz eingeleitet worden sei. Der Tagesspiegel kritisierte das Vorgehen der Staatsanwaltschaft und die Berichterstattung der Westdeutschen Zeitung unter Hinweis auf die Religionsfreiheit und vergleichbare Aktionen der Heilsarmee als überzogen und zur Bekämpfung von Extremisten ungeeignet; die Frankfurter Allgemeine Zeitung kommentierte, dass „Amtsanmaßung kein Schildbürgerstreich“ sei, warnte aber davor, „kalkulierten Provokationen […] auf den Leim zu gehen“.
In einem auf seiner Website veröffentlichten Video stellte Lau die Aktion als einmalige Kampagne dar: Die „Shariah-Police“ habe nie wirklich existiert, sein Ziel sei es gewesen, eine Diskussion über die islamische Gesetzgebung in Deutschland anzustoßen. Er kündigte an, ein „Anti-Harām-Team“ gründen zu wollen, das in „all die dunklen Gassen“ gehen solle, um „Menschen, die man jahrelang vergessen habe, einzuladen in die Moschee“. NRW-Innenminister Ralf Jäger, Bundesinnenminister Thomas de Maizière und Bundeskanzlerin Angela Merkel betonten das Gewaltmonopol des Staates; niemand, so Merkel, sei befugt, sich „in die Rolle des Staates hineinzuschleichen“, deshalb müsse „den Anfängen gewehrt werden“.
In der Folge dieser Aktion sollen die zuvor eingebrochenen Besucherzahlen der Begegnungsstätte Darul Arqam Moschee nach Angaben Laus stark angestiegen sein.
Nach Polizei- und Medienangaben warb Lau im September 2014 mit seiner Gruppe unter dem Motto Pro Halāl und ohne Uniformierung auch in Düsseldorf für eine schariakonforme Lebensführung.
Ende August 2015 erhob die Staatsanwaltschaft Wuppertal aufgrund einer Scharia-Polizei-Aktion vom 3. September 2014 Anklage wegen mutmaßlichen Verstoßes gegen das Uniformverbot gegen Lau und acht weitere Männer, wobei Lau als Initiator der Aktion verdächtigt wurde. Die Zweite Große Strafkammer des Landgerichts Wuppertal wies die Anklage der Staatsanwaltschaft gegen neun Teilnehmer im Alter zwischen 24 und 35 Jahren um den Prediger Sven Lau wegen ihres Auftretens als sogenannte Scharia-Polizei zurück und ließ sie nicht zur Hauptverhandlung zu. Daraufhin wendete sich die Staatsanwaltschaft mit dem Rechtsbehelf der Beschwerde an das Oberlandesgericht Düsseldorf, das am 3. Mai 2016 die Anklage gegen acht der neun Beschuldigten zuließ.
Eine Kammer des Landgerichts Wuppertal urteilte, das Tragen von Warnwesten zum Teil mit dem Aufdruck „Sharia Police“ habe nicht gegen das Uniformverbot verstoßen. Der Bundesgerichtshof hob diese Freisprüche am 11. Januar 2018 auf und verwies den Fall zur Neuverhandlung an eine andere Kammer des Landgerichts zurück. Im Mai 2019 verurteilte das Landgericht Wuppertal die Angeklagten schließlich wegen Verstoßes gegen das Uniformverbot zu Geldstrafen. Die gegen dieses Urteil eingelegte Revision verwarf der 3. Strafsenat des Bundesgerichtshof im Juli 2020.

### Strafprozess wegen Verdachts der Terrorismusunterstützung
Am 15. Dezember 2015 wurde Lau festgenommen und Untersuchungshaft gegen ihn angeordnet. Die Generalbundesanwaltschaft warf ihm die Unterstützung einer ausländischen terroristischen Vereinigung (§ 129a, § 129b StGB) in vier Fällen vor; er habe die syrische dschihadistisch-salafistische Organisation Dschaisch al-Muhadschirin wal-Ansar (JAMWA) unterstützt.
Mit Beschluss vom 10. März 2016 verwarf der Bundesgerichtshof eine Beschwerde Laus,  sodass er wegen Fluchtgefahr weiterhin in Untersuchungshaft bleiben musste.
Am 8. April 2016 erhob die Generalbundesanwaltschaft Anklage gegen Lau wegen Unterstützung der ausländischen terroristischen Vereinigung JAMWA vor dem Staatsschutzsenat des Oberlandesgerichts Düsseldorf. Lau soll als Bindeglied zu JAMWA fungiert haben und 2013 drei Nachtsichtgeräte für islamistische Kämpfer in Syrien besorgt, zwei Männern bei der Ausreise nach Syrien geholfen und einem von ihnen Geld überbracht haben. Er selbst sei mehrmals nach Syrien gereist. Die Anklage wurde in vollem Umfang zugelassen. Der Prozess begann am 6. September 2016.
Am 26. Juli 2017 wurde Lau aufgrund der Unterstützung einer ausländischen terroristischen Vereinigung in vier Fällen zu einer Freiheitsstrafe von fünfeinhalb Jahren verurteilt. Der Prozess umfasste 53 Verhandlungstage, an denen unter anderem 38 Zeugen und zwei Sachverständige angehört wurden. Nach eigener Angabe legte Laus Anwalt das Rechtsmittel der Revision ein. Nach Prüfung durch den Bundesgerichtshof wurde das Urteil mit Beschluss vom 4. April 2018 rechtskräftig.
Im Mai 2019 setzte der Staatsschutzsenat des Oberlandesgerichts Düsseldorf – nach Verbüßung von zwei Dritteln seiner Haft – die Vollstreckung von Laus Reststrafe unter Bewährungsauflagen aus (Strafaussetzung zur Bewährung). Er habe sich von seiner radikal-islamischen Vergangenheit distanziert und nehme an einem Aussteigerprogramm für Islamisten teil. Die Bewährungszeit beträgt fünf Jahre. Die Bewährungsauflagen umfassten u. a. die Bestimmung des Wohnsitzes, Kontakt- und Aufenthaltsverbote, die fortgesetzte Teilnahme an dem Aussteigerprogramm und die enge Kontakthaltung zu einem Bewährungshelfer. Der Generalbundesanwalt verzichtete auf Rechtsmittel, wodurch der Beschluss rechtskräftig wurde. Lau wird nach wie vor von Verfassungsschützern beobachtet.

## Rezeption
Verschiedene deutsche Medien bezeichneten Lau als Hassprediger. Jörg Diehl, Chefreporter bei Spiegel Online, schrieb hingegen im Jahr 2014: „Für einen Hetzer oder Hassprediger hält ihn eigentlich kaum jemand, geifernde Reden sind nicht seine Sache. Laus Masche ist eher die Kumpeltour. Er macht auf großer, weiser Bruder – was nicht weniger gefährlich sein muss. Zumal Lau das Spiel mit den Medien und der öffentlichen Meinung inzwischen perfekt beherrscht.“
Ende 2019 wurde Lau vom Filmproduzenten Sascha Bisley interviewt. Lau habe Fehler eingeräumt und sich vom radikalen Islamismus distanziert, wie verschiedene Medien berichteten. Später ergaben sich Zweifel an seinem Ausstieg aus der Szene. So hält er nach eigenen Angaben weiterhin Kontakte zu bekannten Islamisten und wurde auch wieder als Teilnehmer von Szene-Veranstaltungen festgestellt.